# Internorga

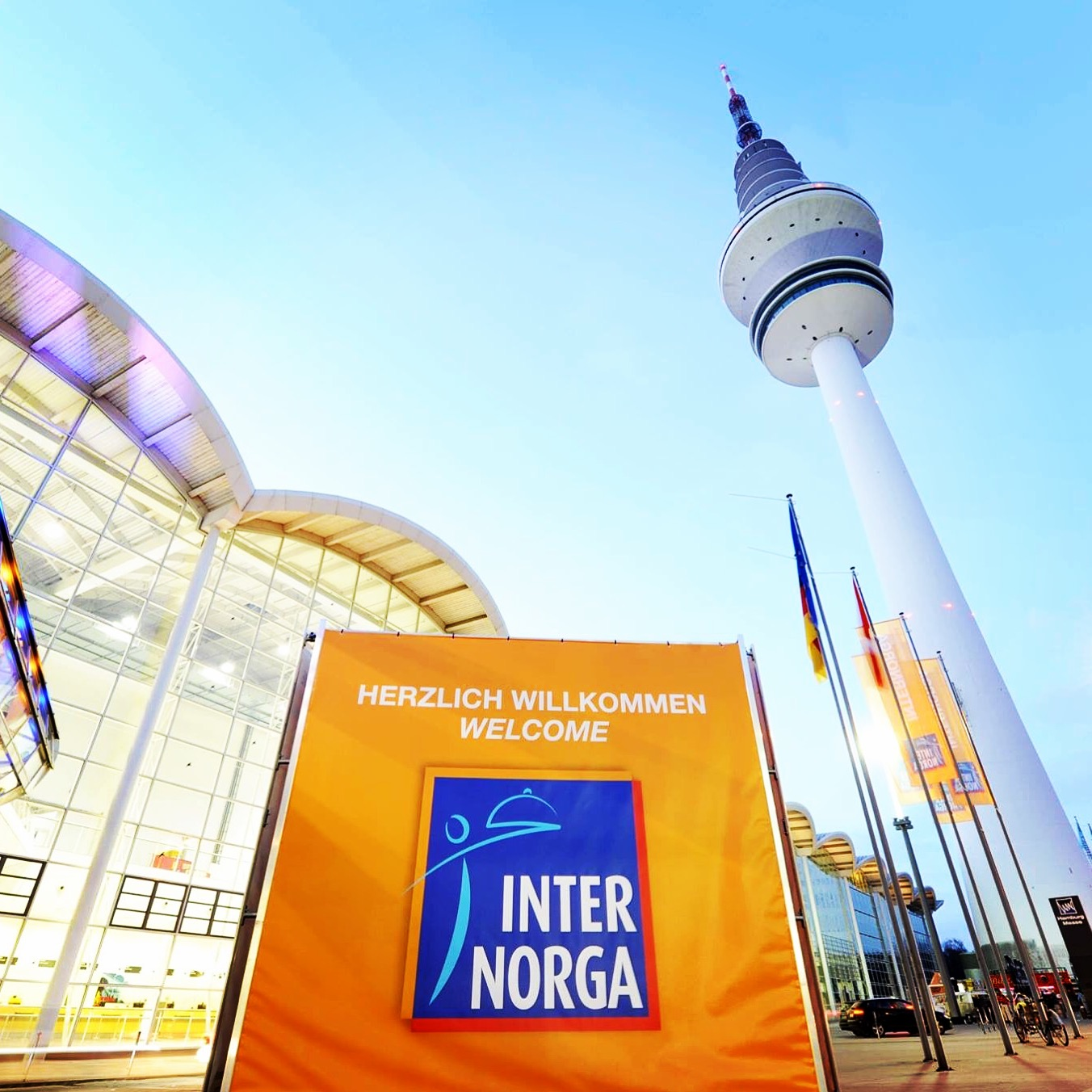

Internorga – targi branży hotelarskiej i gastronomicznej odbywające się w Hamburgu.
Targi odbywają się od 1921 roku. Jest to najstarsza i największa w Europie oraz jedna z największych i najbardziej prestiżowych imprez wystawienniczych branży hotelarskiej i gastronomicznej na świecie.
W 2018 r. targi zgromadziły około 1300 wystawców oraz 93 tys. zwiedzających, w tym restauratorów, hotelarzy i przedstawicieli przedsiębiorstw cateringowych.
Edycja w 2023 r. zgromadziła około 80 tys. odwiedzających w 11 halach.